# 에리크 아코토
에리크 아코토(프랑스어: Eric Akoto, 영어: Eric Akoto 에릭 아코토[*], 1980년 7월 20일 ~ )는 토고로 귀화한 전 축구 선수로 포지션은 수비수였다. 가나 출신인 그는 토고 국가대표팀의 일원으로 활약했다.

## 구단 경력
아코토는 가나 아크라에서 태어났다. 그는 1998년에 리버티 프로페셔널스 FC인 가나에서 선수 생활을 시작했고 그 해 말에 오스트리아로 가서 그라츠 AK에서 뛰었다. 2002년에 그는 리버티 프로페셔널스 FC으로 이적했고 2004년에 독일의 로트바이스 에르푸르트에서 뛰었다. 2005년 6월 1일에 그는 오스트리아로 돌아와 아드미라 바커 뫼들링에서 뛰었다. 2006년에 그는 다시 한 번 그라츠 AK로 이적했다. 2007년 7월에 그는 슬로베니아의 NK 인터블록로 이적했다.
2008년 1월 이적 시장에서 아코토는 잉글랜드의 EFL 챔피언십 클럽인 블랙풀에서 재판을 받았다. 그는 2008년 7월 슬로베니아 슬로베니아 프르바리가 클럽인 NK 인터블록에서 오스트리아 분데스리가 클럽인 카펜베르크 SV로 이적했다. 2009년 마카비 아히 나사렛으로 이적했고 이후 OFI 크레타로 이적했다.
2010년 7월, 그는 중앙 수비수로 활약했던 오스트레일리아 A리그 클럽 노던 퓨어리 FC와 계약을 맺었다. 퓨리의 멜버른 빅토리와의 3라운드 경기에서, 아코토는 케빈 머스캣와 관련된 사건으로 레드 카드를 받았는데, 그 사건에서 승리의 수비수가 아코토가 그의 마우스가드를 들지 못하게 했고, 결국 아코토가 머스캣을 땅으로 밀어내는 결과를 낳았다. 이 사건은 많은 언론 논평가들에 의해 논란의 여지가 있는 것으로 여겨졌음에도 불구하고, 노던 퓨어리는 1주간의 의무적인 출장 정지에 이의를 제기하는 것을 선택했다.
2011년 12월, 그는 플로리아나 FC로 이적했다.

## 국가대표팀 경력
가나의 수도 아크라에서 태어난 아코토는 이웃 나라 토고에서 축구 선수로 활약했다. 그는 2006년 FIFA 월드컵 본선에서 토고가 조별 리그에서 탈락했을 때 토고 국가대표팀의 일원이었다. 그는 2010년 1월 8일 토고 국가대표팀을 태우고 버스에 타고 있었는데, 토고는 총격을 받았다.